# Véronique Akkermans
Véronique Akkermans (Dongen, 15 november 1966) is een voormalig Nederlands judoka.
Zij werd tijdens haar actieve carrière tienmaal Nederlands kampioene, negen keer in de klasse tot 52 kilo en een keer in de klasse tot 57 kilogram. Ze deed echter nooit mee aan de Olympische Spelen. In 1992 was ze eerste reserve maar werd niet naar Barcelona afgevaardigd. Een maand voor de Spelen versloeg ze wel de judoka die later olympische kampioen werd.
Akkermans was bondscoach bij de dames cadetten en junioren van 2001-2005 en van 2012-2015. Akkermans is eigenaar van een sportcentrum in het Friese Wommels.